# Шієн
Шієн (норв. Skien) — місто на півдні Норвегії, одне з найстаріших у країні. Адміністративний центр фюльке Телемарк (у минулому — адміністративний центр фюльке Вестфолл-ог-Телемарк). Розташоване на ріці Шієнсельва. Тут народився відомий норвезький драматург Генрік Ібсен, якому присвячено багато експозицій у музеї й іменем якого названо місцевий театр.

## Географія
Розташоване на ріці Шієнсельва.

### Клімат
Місто — у зоні, яку характеризує вологий континентальний клімат із теплим літом. Найтепліший місяць — липень із середньою температурою 16.5 °C (61.7 °F). Найхолодніший місяць — січень, із середньою температурою -3.9 °С (25 °F).
| Клімат Шієна            | Клімат Шієна | Клімат Шієна | Клімат Шієна | Клімат Шієна | Клімат Шієна | Клімат Шієна | Клімат Шієна | Клімат Шієна | Клімат Шієна | Клімат Шієна | Клімат Шієна | Клімат Шієна | Клімат Шієна |
| Показник                | Січ.         | Лют.         | Бер.         | Квіт.        | Трав.        | Черв.        | Лип.         | Серп.        | Вер.         | Жовт.        | Лист.        | Груд.        | Рік          |
| Абсолютний максимум, °C | 11           | 12           | 15           | 22           | 26           | 31           | 30           | 27           | 26           | 18           | 12           | 12           | 31           |
| Середня температура, °C | −3,9         | −3,7         | 0,2          | 4,5          | 10,4         | 15,5         | 16,5         | 15,2         | 11,3         | 7,2          | 1,2          | −2,6         | 6            |
| Абсолютний мінімум, °C  | −21          | −23          | −20          | −6           | 1            | 2            | 3            | 0            | 0            | −6           | −10          | −15          | −23          |
| Норма опадів, мм        | 56           | 44           | 51           | 39           | 63           | 60           | 74           | 97           | 99           | 106          | 90           | 61           | 840          |
| Днів з опадами          | 19           | 21           | 19           | 18           | 21           | 20           | 21           | 23           | 17           | 17           | 19           | 16           | 231          |
| Днів з дощем            | 9            | 8            | 10           | 15           | 21           | 20           | 21           | 23           | 17           | 16           | 14           | 6            | 180          |
| Днів зі снігом          | 14           | 15           | 12           | 6            | 0            | 0            | 0            | 0            | 0            | 2            | 8            | 10           | 67           |
| ----------------------- | ------------ | ------------ | ------------ | ------------ | ------------ | ------------ | ------------ | ------------ | ------------ | ------------ | ------------ | ------------ | ------------ |
| Джерело: Weatherbase    |              |              |              |              |              |              |              |              |              |              |              |              |              |

## Загальна інформація
Первинно, тут існував монастир. Місто було засноване в 1110 році і є одним із найстаріших у Норвегії.
На початок XXI сторіччя Шієн — промисловий центр і порт. Лісозаготівля, деревообробка та гірнича промисловість міста дали поштовх для розвитку регіону у 1600-х. Видобуток руди вичерпався, але Шієн має важливі чавуноливарні заводи та квітучу торгівлю деревиною та деревною масою. Канал Бандак, теж відомий як канал Телемарку — найдовший в Норвегії. Канал простягається на 105 км між Шієном та місцевістю Дален у західному Телемарку. Будівництво каналу було завершено у 1892 році.
У Шієні міститься регіональний музей Телемарку та Ґренланду.
Населення комуни (за оцінками на 2007 р.) — 50 696 мешканців.

## Уродженці
- Генрік Ібсен (1828—1906) — норвезький драматург і поет
- Інґольф Педерсен (1890—1964) — норвезький спортсмен
- Джулі Берган (*1994) — норвезька співачка та автор пісень.

## Галерея

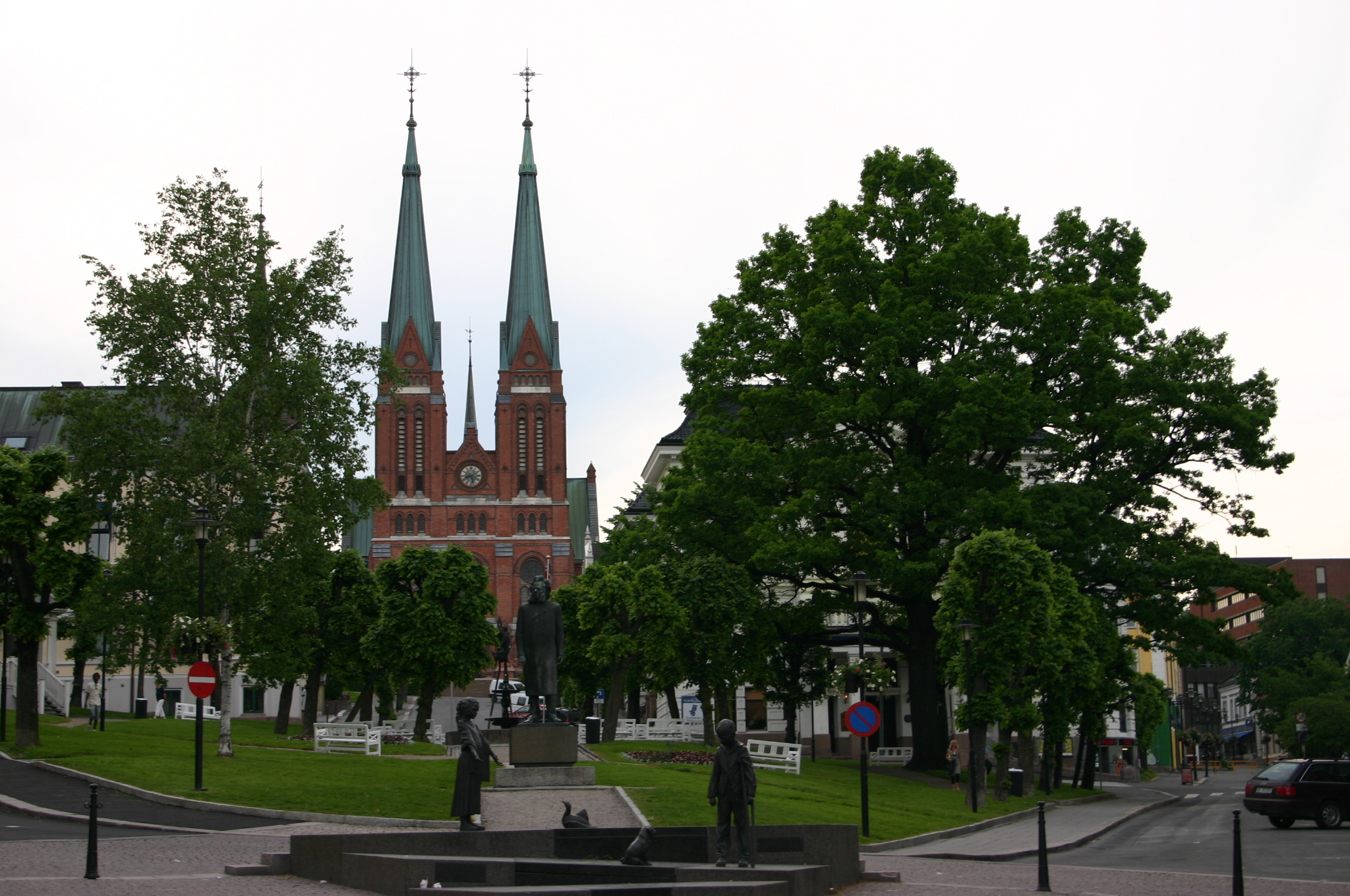
Кафедральний лютеранський собор м. Шієн.
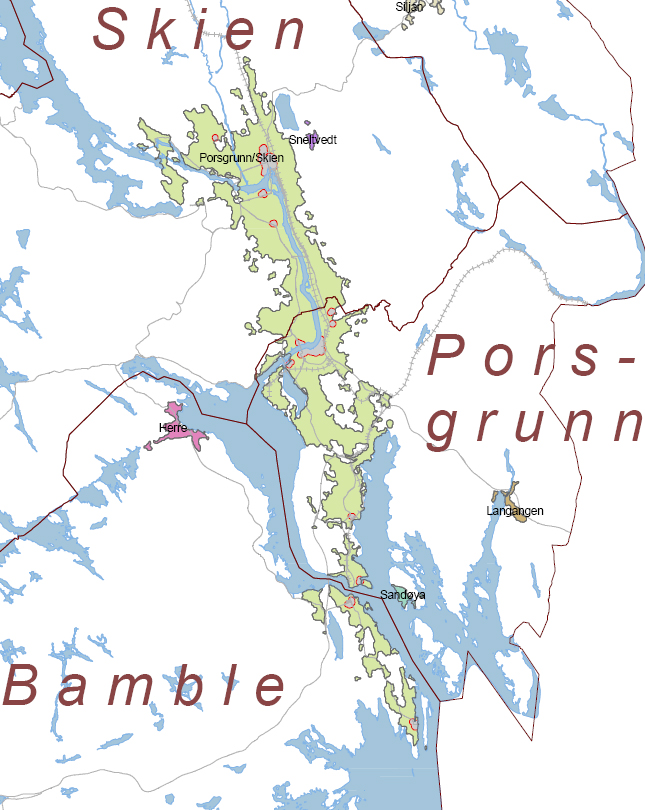
Мапа агломерації Поршгрюнн — Шієн